# Korzeniowski Warsaw Race Walking Cup 2023
Korzeniowski Warsaw Race Walking Cup 2023 – międzynarodowe zawody w chodzie sportowym, które odbyły się 23 kwietnia 2023 roku w Warszawie.

## Charakterystyka
Miejscem rozgrywania zawodów zorganizowanych przez Fundację Roberta Korzeniowskiego była promenada wokół Stadionu Narodowego w Warszawie na pętli o długości 1015,5 m. Była to druga edycja zawodów pod tą nazwą. Pierwsza odbyła się w 2022 roku na stadionie OSiR Podskarbińska. Zawody należą do World Athletics Race Walking Tour Gold 2023 i były rozgrywane na dystansie 20 km. Dla najlepszych 6 kobiet i 6 mężczyzn przewidziano nagrody pieniężne w wysokości do 1000 Euro. Bieg główny wygrali Caio Bonfim i Kimberly García.
W ramach zawodów przeprowadzono także mistrzostwa Polski seniorów na 20 km i mistrzostwa Polski masters na 10 km. Towarzyszyły im także wyścigi w niższych kategoriach wiekowych: U10, U12, U14, U16, U18 i U20 na dystansach 1–10 km, a także imprezy rekreacyjne otwarte dla wszystkich chętnych: marsz dla Ukrainy, marsz Walking Lovers i marsz Nordic Walking Lovers.
Transmisję z zawodów przeprowadzono na żywo w TVP Sport. Patronami wydarzeń były Ministerstwo Sportu i Turystyki oraz UNICEF Polska. Współorganizatorami były Polski Związek Lekkiej Atletyki i World Athletics.

## Wyniki

### Wyścig na 20 km w ramach World Athletics Race Walking Tour
| Konkurencja: | Mężczyźni                | Rezultat | Kobiety                 | Rezultat |
| 1. miejsce   | Caio Bonfim              | 1:19:42  | Kimberly García         | 1:30:16  |
| 2. miejsce   | Brian Pintado            | 1:19:57  | Érica de Sena           | 1:30:19  |
| 3. miejsce   | Isaac Palma              | 1:22:47  | Saskia Feige            | 1:31:25  |
| 4. miejsce   | Ever Jair Palma Olivares | 1:22:48  | Johana Ordóñez          | 1:34:09  |
| 5. miejsce   | Kévin Campion            | 1:23:12  | Magaly Bonilla          | 1:34:19  |
| 6. miejsce   | César Augusto Rodríguez  | 1:24:33  | Mar Juárez              | 1:34:37  |
| 7. miejsce   | Łukasz Niedziałek        | 1:24:53  | Olga Chojecka           | 1:34:59  |
| 8. miejsce   | Maher Ben Hlima          | 1:25:01  | Gabriela De Sousa Muniz | 1:35:37  |

### Mistrzostwa Polski seniorów na 20 km
| Konkurencja: | 1. miejsce                              | Rezultat | 2. miejsce                    | Rezultat | 3. miejsce                               | Rezultat |
| Mężczyźni    | Łukasz Niedziałek RK Athletics Warszawa | 1:24:53  | Maher Ben Hlima RKS Łódź      | 1:25:01  | Artur Brzozowski KKL Stal Stalowa Wola   | 1:28:45  |
| Kobiety      | Olga Chojecka WLKS Nowe Iganie          | 1:34:59  | Anna Zdziebło LKS Stal Mielec | 1:42:10  | Kinga Waleriańczyk KMKL Sztorm Kołobrzeg | 1:52:32  |

### Mistrzostwa Polski masters na 10 km
| Konkurencja:   | 1. miejsce                                              | Rezultat | 2. miejsce                                       | Rezultat | 3. miejsce                                 | Rezultat |
| Mężczyźni M35  | Rafał Goławski Wojskowa Akademia Techniczna             | 0:47:01  | -                                                | -        | -                                          | -        |
| Mężczyźni M40  | Krzysztof Czerski KS Z Nogami w Chmurach Łódź           | 0:50:55  | Sebastian Karpiński                              | 0:58:20  | -                                          | -        |
| Mężczyźni M45  | Grzegorz Grinholc RKS Rumia                             | 0:50:10  | Konrad Morawczyński MUKLA Dębica Korzeniowski.pl | 0:54:59  | Paweł Korzeniowski RK Athletics Warszawa   | 0:56:22  |
| Mężczyźni M50  | Tomasz Lipiec LRT                                       | 0:46:34  | Ivzans Normunds                                  | 0:48:10  | Hubert Przybyszewski RK Athletics Warszawa | 1:14:05  |
| Mężczyźni M55  | Piotr Płoskoński KBKS Radomsko                          | 1:17:24  | -                                                | -        | -                                          | -        |
| Mężczyźni M60+ | Leszek Behounek Towarzystwo Gimnastyczne Sokół Zakopane | 0:54:33  | Mirosław Łuniewski UKS Jedynka Reda              | 0:59:41  | Ryszard Harasiński                         | 1:08:23  |
| Kobiety K35    | Kamila Płoszczyca TS AKS Chorzów                        | 1:00:54  | -                                                | -        | -                                          | -        |
| Kobiety K40    | Joanna Biernacka RK Athletics Warszawa                  | 1:06:22  | -                                                | -        | -                                          | -        |
| Kobiety K45    | Iwona Grinholc RKS Rumia                                | 0:58:18  | Patrycja Łobacz RK Athletics Warszawa            | 1:08:19  | Paulina Gadomska-Dzięcioł                  | 1:09:16  |
| Kobiety K50    | Katarzyna Śleziona UKS Walker Bieruń                    | 1:02:25  | -                                                | -        | -                                          | -        |
| Kobiety K55    | Jolanta Morawczyńska MUKLA Dębica Korzeniowski.pl       | 0:57:55  | -                                                | -        | -                                          | -        |

### Wyścig U20 na 10 km
| Konkurencja: | 1. miejsce         | Rezultat | 2. miejsce                                 | Rezultat | 3. miejsce                          | Rezultat |
| Mężczyźni    | Ołeksij Poliszczuk | 0:44:41  | Dominik Barbużyński KL Lechia Gdańsk       | 0:49:34  | Kacper Drobik RK Athletics Warszawa | 0:49:56  |
| Kobiety      | Wiktorija Diżak    | 0:51:54  | Izabela Krzyżanowska ALKS AJP Gorzów Wlkp. | 0:52:24  | Emilia Wiśniewska UKS 12 Kalisz     | 0:53:27  |